# Кузьмино (Усвятский район)
Кузьмино —   деревня в Усвятском районе Псковской области России. Входит (с 2015 года) в состав сельского поселения «Усвятская волость».

## География
Находится на юге региона, в северо-западной части района, в лесной местности, в 20  км от райцентра Усвяты и в 5 км от бывшего волостного центра Стеревнево. Есть два крупных водотока, пруд .
Уличная сеть не развита. 

## История
В соответствии с Законом Псковской области от 28 февраля 2005 года № 420-ОЗ  деревня Кузьмино вошла в состав образованного муниципального образования Калошинская волость.
В её состав входила до 30 апреля 2015 года.
Согласно Областному Закону № 1508-ОЗ от 30.03.2015 г.  Калошинская волость была упразднена, и все деревни волости, в том числе Кузьмино, включены в состав Усвятской волости.

## Население
| 2001 | 2002 | 2010 |
| ---- | ---- | ---- |
| 11   | →11  | ↗12  |

## Инфраструктура
Личное подсобное хозяйство. 

## Транспорт
Автодорога регионального значения 58К-586 «Узкое — Большой Городец — Мельны».